# Fajolles
Fajolles é uma comuna francesa na região administrativa de Occitânia, no departamento de Tarn-et-Garonne. Estende-se por uma área de 9,32 km². Em 2010 a comuna tinha 101 habitantes (densidade: 10,8 hab./km²).